# Potamon
Potamon is een geslacht van krabben uit de familie van de Potamidae.

## Soorten
- Potamon algeriense Bott, 1967
- Potamon bileki Pretzmann, 1971
- Potamon bilobatum Brandis, Storch & Türkay, 2000
- Potamon fluviatile (Herbst, 1785)
- Potamon gedrosianum Alcock, 1909
- Potamon hispidum
- Potamon hueceste Pretzmann, 1983
- Potamon ibericum (Bieberstein, 1808)
- Potamon magnum Pretzmann, 1962
- Potamon mesopotamicum Pretzmann, 1962
- Potamon monticola Alcock, 1910
- Potamon persicum Pretzmann, 1962
- Potamon potamios (Olivier, 1804)
- Potamon rhodium Parisi, 1913
- Potamon ruttneri Pretzmann, 1962
- Potamon setigerum Rathbun, 1904
- Potamon strouhali Pretzmann, 1962
- Potamon transkaspicum Pretzmann, 1962
- Potamon (Perithelphusa) borneense
- Potamon (Potamonautes) celebensis
- Potamon (Telphusa) fluviatilis
- Potamon (Centropotamon) hueceste
- Potamon (Pontipotamon) ibericum
- Potamon (Potamonautes) johnstoni
- Potamon (Geotelphusa) loveni
- Potamon (Centropotamon) magnum
- Potamon (Geothelphusa) neumanni
- Potamon (Potamon) pealianum
- Potamon (Ranguna) tenasserimensis
- Potamon (Parathelphusa) tridentatum